# フロレンツァ・ミハイ
フロレンツァ・ミハイ（Florenţa Mihai, 1955年9月2日 - 2015年10月14日）は、ルーマニアの元女子プロテニス選手。1977年の全仏オープン女子シングルス準優勝者。キャリアを通じてシングルスの優勝はなく、決勝進出もこの全仏オープン1度だけであったが、この活躍でルーマニアの女子テニス界の先駆者になった人である。1978年の全仏オープン女子シングルス優勝者になったバージニア・ルジッチは、ミハイと同じ年のライバルであった。

## 来歴
1975年にプロ入りし、この年から女子テニス国別対抗戦「フェデレーション・カップ」（現在の名称はフェドカップ）のルーマニア代表選手になった。翌1976年に全仏オープンで準決勝に勝ち進んだが、この時はレナータ・トマノワ（チェコスロバキア）に 5-7, 6-7 で敗れている。この大会ではミハイとバージニア・ルジッチが準決勝に進出し、ルーマニアの女子選手が2人ベスト4に入った。1977年の全仏オープンで、フロレンツァ・ミハイは女子シングルスと混合ダブルスの2部門で決勝に勝ち上がり、ルーマニア出身の女子テニス選手として最初の4大大会決勝進出を果たす。当時の全仏オープンは、64名の出場選手による6回戦制で行われ、現在とは1ラウンド小さい規模のトーナメントであった。ミハイは女子シングルス決勝で第1シードのミマ・ヤウソベッツ（ユーゴスラビア）に 2-6, 7-6, 1-6 のフルセットで敗れ、イワン・モリナ（コロンビア）とペアを組んだ混合ダブルスでもジョン・マッケンロー＆メアリー・カリロ（ともにアメリカ）に 6-7, 3-6 で敗れて、2部門とも準優勝に終わった。全仏準優勝の年、1977年の全米オープンで3回戦進出があったが、これが全仏オープン以外でのミハイの4大大会自己最高成績である。
1980年のウィンブルドンで1回戦敗退に終わった後、ミハイは3年間女子ツアー大会から遠ざかったが、その間1981年のフェデレーション・カップに参加した。その後1983年と1984年の2年間、女子ツアー大会のトーナメントに出場している。
2015年10月14日、ブカレストにて60歳で亡くなった。